# Ayl
Ayl település Németországban, Rajna-vidék-Pfalz tartományban. Lakosainak száma 1580 fő (2023. december 31.).

## Népesség
A település népességének változása:
| Lakosok száma | 1034 | 1432 | 1555 | 1551 | 1537 | 1553 | 1580 |
|               | 1975 | 2010 | 2017 | 2019 | 2021 | 2022 | 2023 |